# 2818 Juvenalis
2818 Juvenalis là một tiểu hành tinh vành đai chính, được phát hiện bởi Cornelis Johannes van Houten, Ingrid van Houten-Groeneveld và Tom Gehrels năm 1960. Nó được đặt theo tên nhà thơ Juvenal thuộc Đế quốc La Mã. Juvenalis là một tiểu hành tinh kiểu S.